# 190 km (obwód nowogrodzki)
190 km (ros. 190 км) – przystanek kolejowy w miejscowości Zołotoje Koleno, w rejonie małowiszerskim, w obwodzie nowogrodzkim, w Rosji. Położony jest na linii Petersburg – Moskwa.